# Las Vegascultuur
De Las Vegascultuur was een archeologische cultuur van de archaïsche periode aan de kust van het huidige Ecuador. Ze duurde van 8000 tot 4.600 v.Chr. en is de oudst bekende cultuur van Ecuador.
Volgens Karen Stothert (1985) ontstonden de nederzettingen als antwoord op de complexe ecologie van de Ecuadoriaanse kust. Op het tropische Santa-Elena-schiereiland werden tot nu toe 31 vondstplaatsen geïdentificeerd. De chronologie gebeurde op basis van C14-datering.
De mensen van de Las Vegascultuur waren voornamelijk jager-verzamelaars waarbij ook de visvangst van belang was. Ze ontwikkelden al vanaf ca. 6000 v.Chr. een vroege vorm van landbouw, gebruikten echter nog geen aardewerk. Verbouwd werden fleskalebas en mais.
De best bewaarde menselijke resten van de Las Vegascultuur zijn de zogenaamde Geliefden van Sumpa, welke samen met andere vondsten in het Museo Los Amantes de Sumpa in Santa Elena tentoongesteld worden.
Punten van been en spatels werden mogelijk gebruikt voor het maken van netten en textiel. De gevonden werktuigen zijn zeer divers en werden uit hout, bamboe, riet en bast vervaardigd. Ook schelpen werden als vaatwerk gebruikt.
De Las Vegascultuur verliep ongeveer gelijktijdig met de Ingacultuur in het noorden van Centraal-Ecuador en de Chinchorrocultuur aan de noordkust van Chili. In tegenstelling tot deze laatste werden bij de Las Vegascultuur geen mummies gevonden.